# 1945 en Alberta
Chronologie de l'Alberta
- 1941
- 1942
- 1943
- 1944
- 1945
- 1946
- 1947
- 1948
- 1949

Cette page concerne des événements qui se sont produits durant l'année 1945 dans la province canadienne de l'Alberta.

## Politique
- Premier ministre : Ernest Manning du Crédit social
- Chef de l'Opposition : John Percy Page
- Lieutenant-gouverneur : John Campbell Bowen
- Législature :

## Naissances
- 23 février : LaVar Payne (né à Lethbridge), homme politique canadien, qui a été élu à la Chambre des communes sous la bannière conservatrice lors des élections de mai 2011 dans le comté de Medicine Hat.